# Иу, Сэйлом
Сэйлом Иу Кам Шин (англ. Salom Yiu Kam Shing, кит. 姚錦成, родился 4 февраля 1988 года в Гуандуне) — гонконгский регбист, выступающий на позиции защитника за клуб «Тайгерс» и за сборную Гонконга.

## Биография
Окончил школу Фун Кай Лю Ман Ши Тон в 2008 году, в том же году был впервые приглашён на Гонконгскую серию по регби-7 как зритель, что и подтолкнуло его к выступлениям в регбийных командах. В 2009 году дебютировал на Восточноазиатских играх в составе сборной по регби-7, став серебряным призёром и повторив этот результат на Азиатских играх 2010 года в Гуанчжоу (оба раза гонконгцы уступили японцам).
Дебютную игру за команду по регби-15 Сэйлом провёл 22 мая 2010 года в Токио против сборной Японии. С апреля 2013 года стал профессионалом после официального признания сборной по регби-7 Гонконгским спортивным институтом, в том же году в составе сборной Гонконга стал серебряным призёром Спартакиады народов КНР. В 2014 году стал серебряным призёром Азиатских игр в Инчхоне, через 4 года выиграл и Азиатские игры в Джакарте, и чемпионат Азии, принеся Гонконгу первые золотые медали по регби-7 и регби-15 на азиатском уровне.
Выступал в составе сборной Гонконга по регби-15 в репечаже — финальном утешительном отборочном турнире к чемпионату мира 2019 года, однако гонконгская сборная не смогла пройти на чемпионат (прошла сборная Канады). Неоднократный участник этапов Мировой серии.